# Soyuz 3 (cohete)
El Soyuz 3 fue presentado como una maqueta en la exposición MAKS 2005 como una opción viable para lanzar el transbordador Kliper, fabricado por RSC Energia.
Este nuevo cohete estará constituido por 3 etapas, la primera con cuatro cohetes laterales y motores RD-120, la segunda o etapa central con un motor NK-33 el cual fue diseñado originalmente para ser usado por el cohete N-1, la tercera etapa tendrá una etapa nueva en los cohetes rusos utilizara 4 motores criogénicos derivados del RD-0146.
La agencia espacial RSC Energia ha dicho que no solo se usará para el Kliper sino para el proyecto de transporte espacial Parom el cual está diseñado para maniobras orbitales y de acople para estaciones espaciales.